# حلیمه خاتون
حلیمه خاتون (ترکی عثمانی: حلیمه خاتون) دختر شاهزاده نومان ، همسر ارطغرل و مادر عثمان یکم بنیان‌گذار امپراتوری عثمانی بود که در حال تولد عثمان یکم از دنیا رفت.